# Segunda División Provincial de Fútbol de Lima 1951
La Segunda División Provincial de Lima fue restaurada en el año 1951. En ella participó los clubes limeños que militaban en la segunda división (y no lograron el ascenso) y el campeón de la tercera división de la Liga Regional de Lima y Callao de 1950. 

## Historia
El campeonato fue la categoría inferior a la Primera División Provincial y superior a la Tercera División Provincial.
En el año de 1951, se vuelve a reanudar la Segunda División Provincial de Lima. Después que fue disuelta todas las divisiones de la Liga Regional de Lima y Callao, los equipos que se encontraban en la segunda división regional y el campeón de la tercera división regional, son asimilados por la segunda provincial de Lima.
Los equipos Unión América y Alianza Limoncillo logran el título y subcampeonato respectivamente y el ascenso a la categoría superior limeña.

## Equipos participantes
- Unión América - Campeón
- Alianza Limoncillo - Subcampeón
- Húsares de Junín
- Alianza Libertad Lince
- San Lorenzo Miraflores
- Villa Olímpica
- Unión Buenos Aires Chorrillos
- Alianza Pino
- Sport Almagro
- Águila Negra
- Unión Porvenir
- Atlético Espinar Miraflores

## Nota
A partir del año 1954, los campeones de la Primera División Provincial del Callao, no ascendía directamente a la Segunda División profesional. Si no a través, de la Liguilla de Ascenso a Segunda División.